# Innerkoreanische Gipfeltreffen

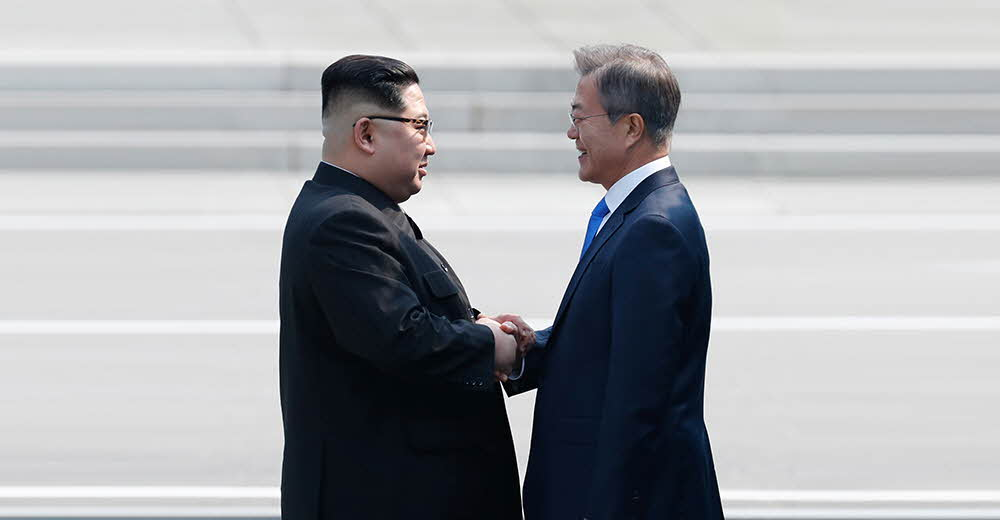
Gipfeltreffen zwischen Moon und Kim (April 2018)

Innerkoreanische Gipfeltreffen sind die Gipfeltreffen zwischen den Staatsoberhäuptern Nord- und Südkoreas. Bisher fanden fünf dieser Treffen statt: Im Jahr 2000, 2007, im April 2018, Mai 2018 und September 2018. Themen dieser Treffen waren u. a. die Erklärung des Endes des Koreakriegs, die nukleare Abrüstung Nordkoreas, die Menschenrechtslage und Verbesserung der Wirtschaftsbeziehung. Im Hinblick auf eine potentielle Koreanische Wiedervereinigung haben die Gipfeltreffen große Relevanz.

## Übersicht bisheriger Gipfeltreffen
| Nr. | Datum                      | Ort                                                   | Staatsoberhäupter       | Themen und Ergebnis |
| --- | -------------------------- | ----------------------------------------------------- | ----------------------- | --- |
| 1   | 13. bis 15. Juni 2000      | Pjöngjang (Nordkorea)                                 | Kim Jong-ilKim Dae-jung | Gemeinsame Erklärung vom 15. Juni: Gemeinsame Wirtschaftsprojekte, Familienzusammenführung |
| 2   | 2. bis 4. Oktober 2007     | Pjöngjang (Nordkorea)                                 | Kim Jong-ilRoh Moo-hyun | Erklärung vom 4. Oktober: Übereinkunft zu Kooperationen |
| 3   | 27. April 2018             | südkoreanische Seite der Joint Security Area (Korea)  | Kim Jong-unMoon Jae-in  | Erklärung von Panmunjeom |
| 4   | 26. Mai 2018               | nordkoreanische Seite der Joint Security Area (Korea) | Kim Jong-unMoon Jae-in  | Vorbereitung auf Trump-Kim-Gipfeltreffen |
| 5   | 18. bis 20. September 2018 | Pjöngjang (Nordkorea)                                 | Kim Jong-unMoon Jae-in  | Abrüstung der Anlage zum Tests für Langstreckenraketen in Nordkorea; Schließung der Kerntechnische Anlage Nyŏngbyŏn, wenn die USA ähnliche Maßnahmen ergreifen; Einigkeit, dass das Ende des Koreakriegs noch 2018 erklärt werden sollte (Friedensvertrag); Erwägung gemeinsamer Ausrichtung der Olympischen Spiele 2032 |